# LAG Nr. 65 ... 77
Die Lokomotiven mit den Nummern 65, 66, 71 und 77 der Localbahn AG (LAG) aus München wurden für das Streckennetz der Lausitzer Eisenbahn-Gesellschaft (LEAG) gebaut, die sich im Besitz der LAG befand. 1904 lieferte Krauss zwei Lokomotiven, 1907 eine dritte und 1912 eine vierte.
Die Lokomotiven ähnelten der bayerischen R 4/4. Sie hatten wie diese einen in den Blechrahmen hineinragenden T-förmigen Wasserkasten unter dem Langkessel, hatten jedoch kleinere Kuppelräder, und der Achsstand war bei etwa gleicher Gesamtlänge um 300 mm geringer. Die zuletzt gebaute Lok Nr. 77 konnte gegenüber den anderen dreien größere Vorräte mitführen.
Die Fahrzeuge wurden für den Rangierdienst in den Bahnhöfen Teuplitz und Sommerfeld eingesetzt und erledigten den größten Teil des Güterverkehrs auf den Strecken der LEAG.
Die Deutsche Reichsbahn übernahm 1938 alle vier Lokomotiven als Baureihe 92.24 und gab ihnen die Nummern 92 2401–2404. Die Spuren der 92 2401 und 92 2404 verlieren sich im Zweiten Weltkrieg. Die 92 2402 kam nach dem Krieg zur ČSD und die 92 2403 zur Deutschen Reichsbahn, wo sie bis 1955 im Einsatz war.